# Kernmacher

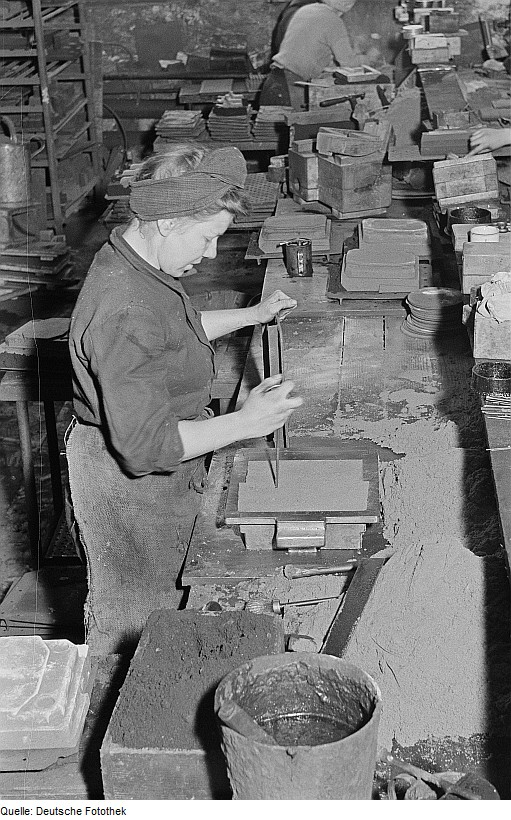
Kernmacherin bei der Arbeit (1949)

Kernmacher arbeiten in Gießereien, in denen sie massive Körper, Kerne genannt, herstellen (Kernen (Verfahren)), die in gegossenen Stücken die Hohlräume bilden. Ab einer bestimmten Größe der Kerne müssen diese mit Kerneisen stabilisiert werden.
Kernmacher arbeiten in Stahl-, Eisen-, Leicht- und auch Buntmetallgießereien. Außerdem können sie auch in betriebseigenen Gießereien der Kraftfahrzeugindustrie oder in Betrieben arbeiten, die Maschinen für das Druck- und Textilgewerbe oder Pumpen und Kompressoren herstellen.
In der Regel erhält man durch eine dementsprechende Ausbildung in der Gießereitechnik Zugang zu diesem Beruf.

## Weblink
- Kernmacher im Berufenet der Bundesagentur für Arbeit